# Hate Made Me
Hate Made Me è il primo album del gruppo melodic death metal 8 Foot Sativa. È stato pubblicato in Nuova Zelanda il 3 marzo 2002 dalla Intergalactic Records, venne poi distribuito su scala mondiale il 18 ottobre 2004 dalla Black Mark Records. L'album ha ricevuto anche un disco d'oro in Nuova Zelanda.

## Tracce
1. Before Your Suffering – 2:47
2. Hate Made Me – 3:04
3. Fuel Set – 3:46
4. Cocktease – 3:26
5. Believer – 3:35
6. It's All So Real – 3:03
7. Grown Aggression – 4:17
8. Stolen Life – 3:38
9. Kick It All away – 3:54
10. 8 Foot Sativa – 3:36
11. Engine – 3:48
12. Invention 13 – 1:58

## Formazione
- Justin 'Jackhammer' Niessen - voce
- Gary Smith - chitarra
- Brent Fox - basso
- Peter 'Speed' Young - batteria